# Ouvrage du Kerfent
L'ouvrage du Kerfent est un ouvrage fortifié de la ligne Maginot situé dans le secteur fortifié de Faulquemont, en Moselle, non loin de l'ancien casernement de sûreté de Zimming. Son nom a pour origine un bois situé au nord de la route nationale 3. Avec son voisin le Bambesch, ils défendaient ce passage important d'une éventuelle invasion.
Il s'agissait là « du cœur de la ligne Maginot » selon le maréchal Pétain. 
Pourtant, malgré les quinze blocs prévus sur les plans initiaux, cet ouvrage sera sérieusement amoindri par les restrictions budgétaires : seront supprimés lors de la construction les blocs d'artillerie, l'entrée séparée, les coffres de défense d'un hypothétique fossé antichars… pour aboutir (en conclusion) à l'édification d'un simple petit ouvrage d'infanterie. Le gros œuvre (coulage du béton) a été terminé en 1932.

## Composition du Kerfent
L'ouvrage est composé en surface de quatre blocs de combat, dont l'un sert aussi de bloc d'entrée, avec en souterrain des magasins à munitions (M 2), des stocks d'eau, de gazole et de nourriture, des installations de ventilation et de filtration de l'air, une usine électrique et une caserne, le tout relié par des galeries profondément enterrées. L'énergie est fournie par deux groupes électrogènes, composés chacun d'un moteur Diesel Renault 6-115 (six cylindres, délivrant 54 ch à 750 tr/min) couplé à un alternateur. Le refroidissement des moteurs se fait par circulation d'eau.

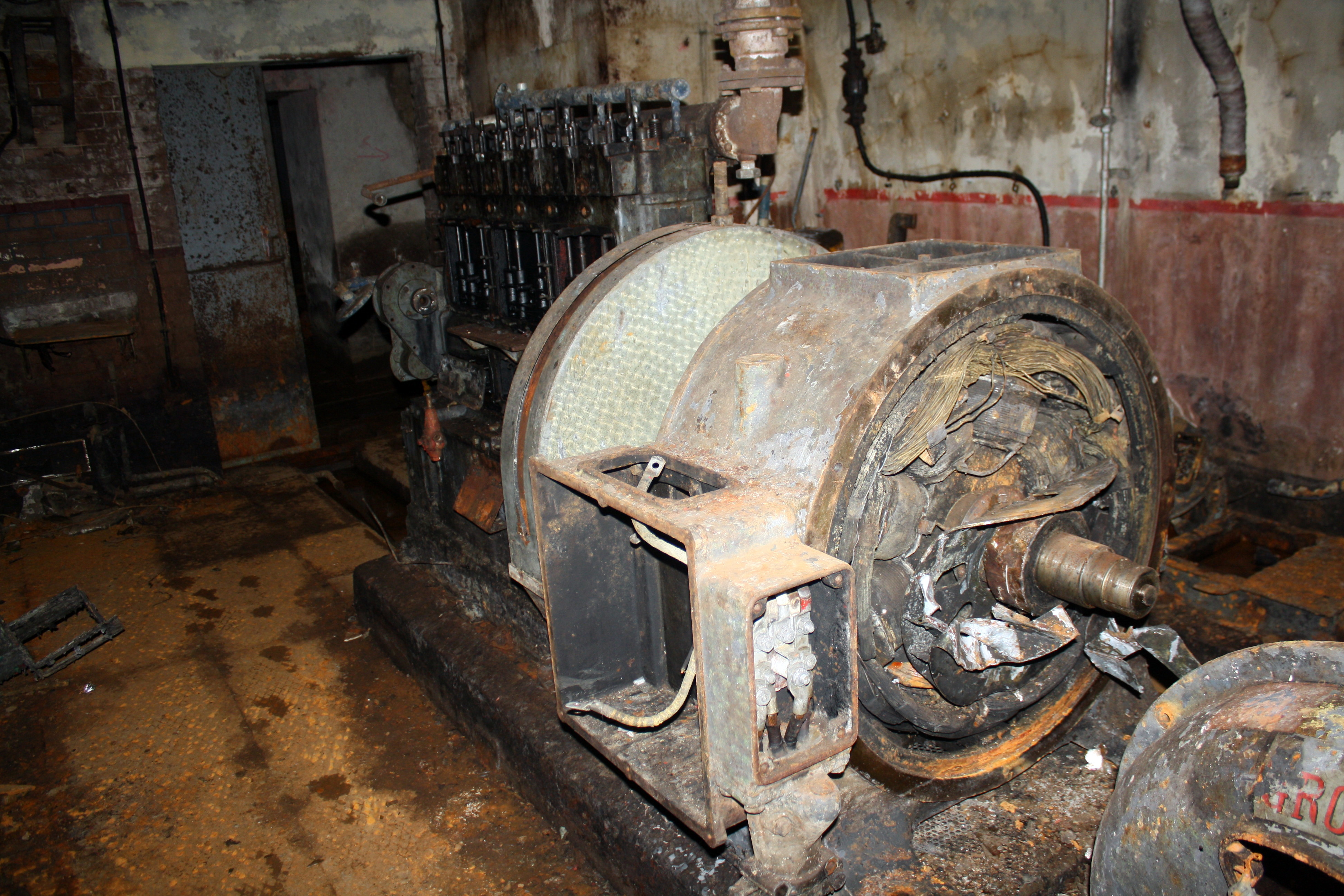
Un des deux moteurs de l'usine.
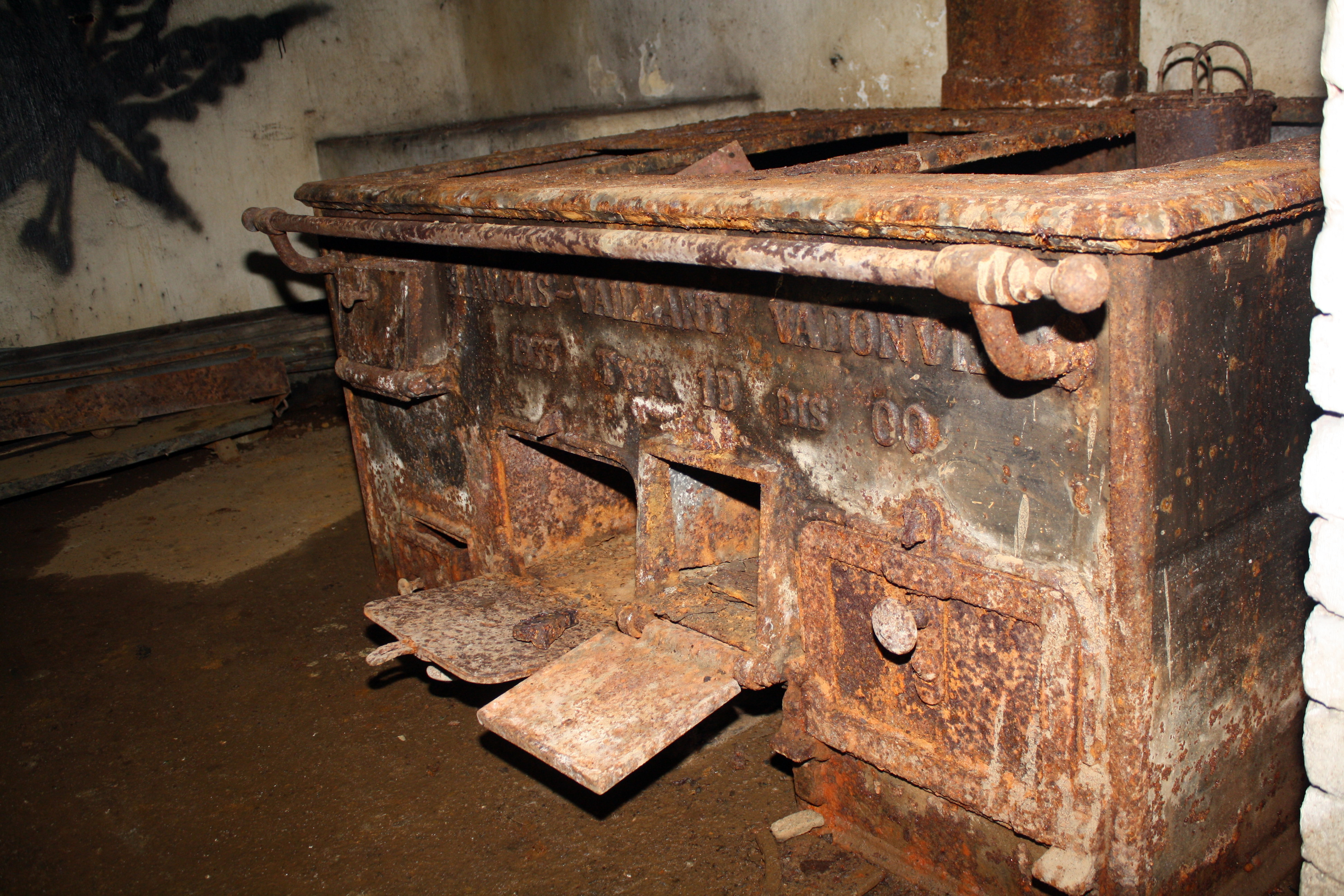
Cuisine.

Les blocs sont numérotés de 1 à 4 :
- bloc 1 : bloc de combat cuirassé, équipé d'une tourelle de mitrailleuses modifiée pour arme mixte en 1940 (ajout d'un canon de 25 mm antichar). Une cloche GFM (guetteur fusil mitrailleur) complète sa défense et permet l'observation des alentours ;
- bloc 2 : bloc casemate flanquant vers le nord équipé d'une entrée (grille et porte blindée). Il est équipé de deux créneaux pour jumelages de mitrailleuses dont l'un peut être remplacé par un canon antichar de 47 mm, deux cloches GFM et une cloche LG (lance-grenades). Pour sa défense rapprochée, il dispose de trois créneaux pour fusil mitrailleur (dont un à l'intérieur du sas d'entrée). Un fossé diamant abrite également une sortie de secours ;
- bloc 3 : bloc casemate flanquant vers le sud équipé de deux créneaux pour jumelages de mitrailleuses dont l'un peut être remplacé par un canon antichar de 47 mm, et de deux cloche GFM. Il possède un créneau FM pour sa défense rapprochée, mais n'est pas doté d'une entrée comme au bloc 2. Un fossé diamant abrite cependant une sortie de secours ;
- bloc 4 : bloc observatoire. Il est équipé d'une cloche VP (vue périscopique) et de deux cloches GFM pour sa défense. Ce bloc, relié plus tardivement à l'ouvrage est situé plus de 600 mètres à l'est sur une hauteur nommée Mutschenberg, d'où l'on pouvait facilement surveiller la frontière.

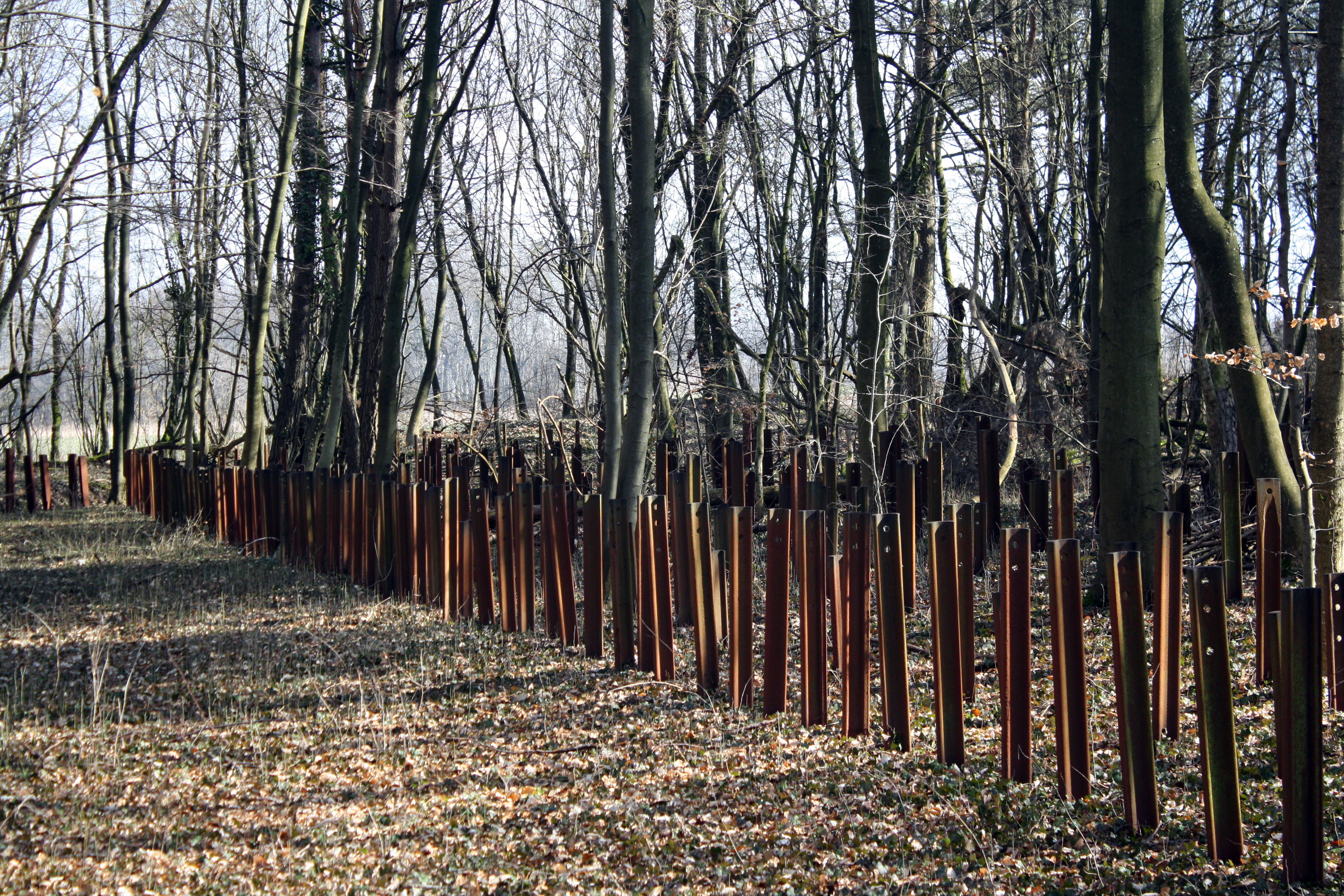
Réseau de rails antichars.
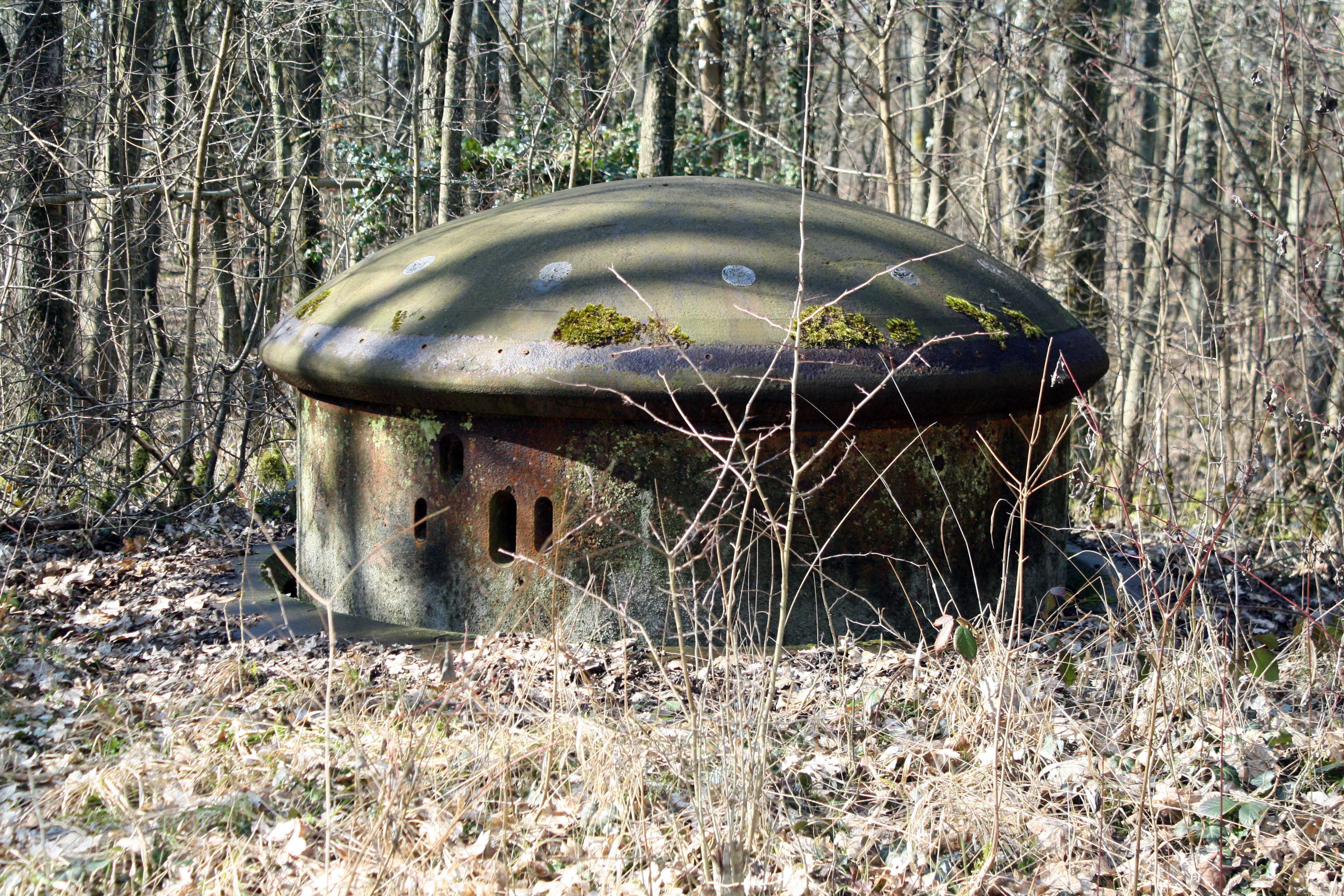
Tourelle de mitrailleuses du bloc 1.
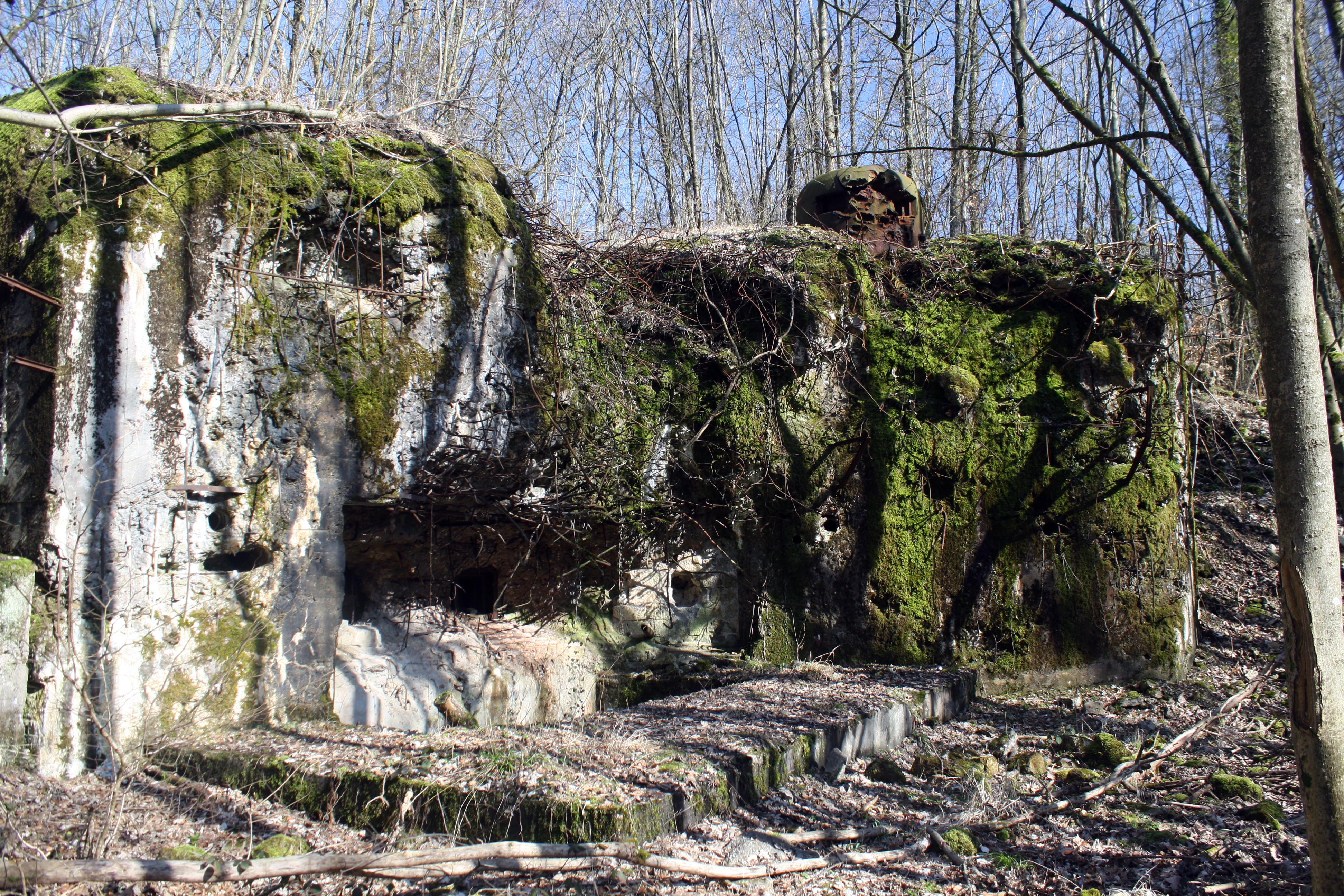
Façade du bloc 3.
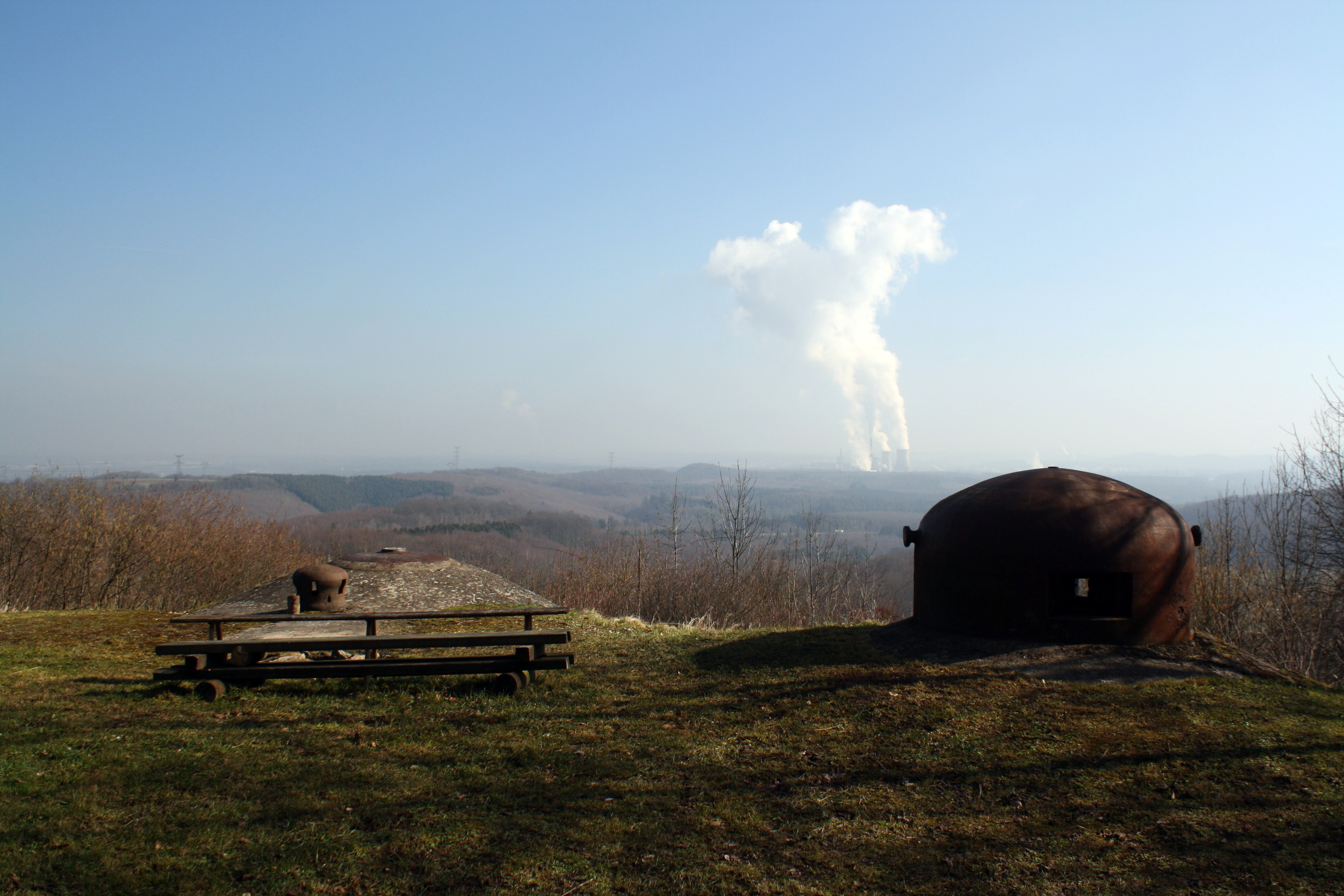
Dessus du bloc 4.
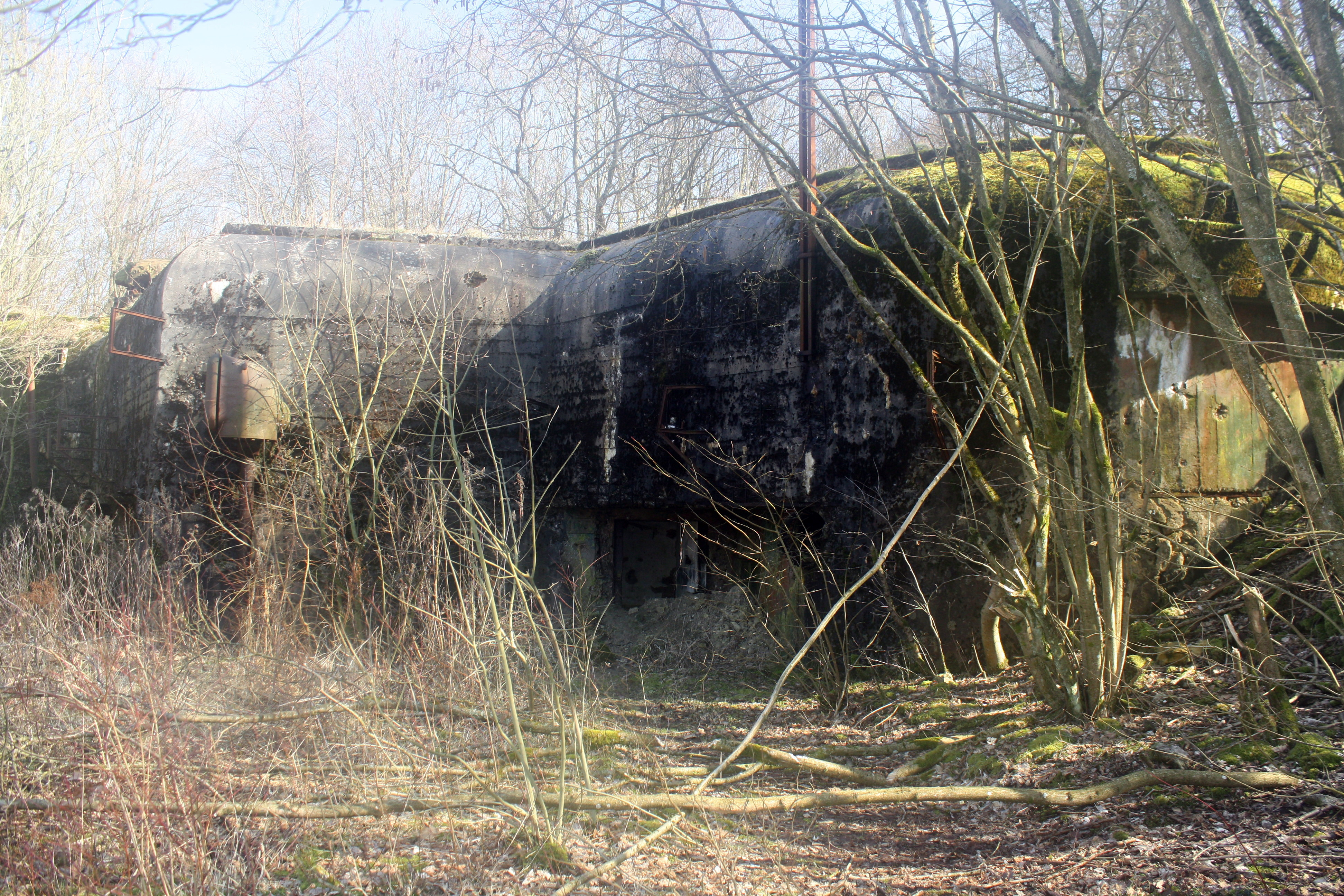
Entrée de l'ouvrage (B 2).

## Équipage du Kerfent
Les effectifs de l'équipage du Kerfent varient selon les sources et selon les moments. Il était composé de 160 hommes dont 2 officiers en 1939. Ce nombre a été ramené à 125 (dont 4 officiers) au moment du repli des troupes d'intervalles le 14 juin 1940. Les Allemands quant à eux, ont écrit avoir capturé 135 hommes au Kerfent.
L'équipage était issu de différents régiments :
- 156e régiment d'infanterie de forteresse (fantassins) ;
- 163e régiment d'artillerie de position (observateurs d'artillerie) ;
- 2e régiment du génie (sapeurs mécaniciens) ;
- 18e régiment du génie (sapeurs télégraphistes).

## Historique de l'ouvrage

### Seconde Guerre mondiale
Après une longue attente pendant la drôle de guerre, la ligne Maginot est finalement contournée par l'Armée allemande qui préfère éviter à avoir à l'affronter de face. Quand celle-ci se présente sur l'arrière du secteur fortifié de Faulquemont, les régiments d'intervalle se sont déjà repliés et les ouvrages sont livrés à eux-mêmes, sans soutien.
Le 21 juin 1940, le Kerfent est attaqué par l'arrière, par des éléments de la 167e division d'infanterie allemande. 
C'est une surprise pour les hommes d'équipage, qui entendaient parler de la signature prochaine d'un armistice à la radio. Cet armistice sera signé le lendemain de la bataille.
L'attaque allemande consiste en un sévère bombardement d'artillerie, destiné à mettre hors d'usage les cloches blindées et les créneaux de tir de l'ouvrage, pour permettre à l'infanterie d'avancer et de se rendre maître du Kerfent. De fait, dès le petit matin, deux canons de 88 mm Flak épaulés par une douzaine de petits canons antichars de 37 mm et par des mitrailleuses, parviennent à s'approcher des blocs et à réduire un à un les organes de défense.
L'artillerie de campagne allemande, basée à plusieurs kilomètres, appuie l'avance de la 3. Kompanie de l' Infanterie Regiment 339 par une série de tirs à obus fumigène. L'ouvrage n'étant pas équipé de tourelles d'artillerie, et ne se trouvant pas sous la couverture d'ouvrages puissants qui auraient pu l'épauler, encaisse les coups pendant plusieurs heures sans pouvoir se défendre efficacement.  
L'ouvrage du Mottenberg, au nord, le flanque de ses feux de mitrailleuses, mais les tirs sont imprécis car l'assaillant reste dissimulé dans le bois qui se trouve derrière le Kerfent, où il profite des tranchées creusées par les Français avant l'attaque allemande.
Dans l'ouvrage, où la surpression ne peut plus être assurée du fait des tirs allemands qui ont démoli les cloches et percé le béton des blocs 2 et 3, la ventilation devient critique et les hommes doivent porter le masque à gaz.
Vers 10 h, après un petit conseil de guerre, les officiers du Kerfent, commandés par le capitaine Georges Broché, décident de cesser le combat et de se rendre, estimant avoir combattu suffisamment et voulant éviter de risquer inutilement la mort de l'équipage par asphyxie, comme cela s'était produit à l'ouvrage de La Ferté en mai 1940.
De ce fait, le Kerfent est l'un des cinq ouvrages de la ligne Maginot à avoir été effectivement capturé par l'armée allemande avant l'armistice de 1940. Son voisin le Bambesch avait subi un sort identique la veille (le 20 juin 1940).
Privés de moyens de contre-batterie et complètement isolés depuis le 14 juin, ces ouvrages avaient eu ordre de tenir jusqu'au 17 juin (mission accomplie ?). Leur capture, quelques jours avant l'entrée en vigueur de l'armistice de 1940, n'a en rien influencé le cours de la guerre. Au contraire, elle causa des pertes sensibles aux assaillants, notamment celle du colonel menant l'attaque, et qui fut mortellement blessé à la tête de ses hommes : l’Oberst von Lichtenstern décèdera dans la soirée à Sarrebruck.
Les « lauriers » de la capture du Kerfent sont revenus au deuxième officier en grade ayant participé à l'action. Le Major Josef Gollé, commandant le 1er bataillon du I.R.339, se verra décerner la Ritterkreuz, haute décoration militaire allemande.
Les hommes du Kerfent quant à eux ont été emmenés en captivité en Allemagne, la plupart y restera jusqu'en 1945.
En novembre 1944, des combats auront lieu au même endroit lors de l'arrivée des forces américaines qui fonçaient vers Saint-Avold. L'ouvrage fut évacué sans combats par les Allemands. C'est au cours de cette période qu'a été détruite l'une des cloches blindées de l'observatoire (bloc 4).

### Après 1945
Après la guerre, l'intérieur du Kerfent fut partiellement réparé dans le cadre des travaux de remise en état de la ligne Maginot pour faire face, le cas échéant, à la menace soviétique. De 1958 à 1961, avant le retrait de la France du commandement intégré de l'OTAN, les abords de l'ouvrage furent utilisées par une unité de l'armée de l'air canadienne. Une antenne micro-onde fut installée devant le bloc 2, elle servait à distance la base aérienne Grostenquin.
Déclassé, mis en vente dans les années 1970, l'ouvrage du Kerfent a été acqui par la commune de Zimming (bloc 1, 2 et 3) et par celle de Longeville-lès-Saint-Avold (bloc 4). Une antenne émettrice de télévision remplace maintenant l'antenne militaire.

## L'ouvrage aujourd'hui
Le Kerfent n'est maintenant plus entretenu et se trouve dans un relatif état d'abandon. Il n'est pas ouvert au public ni entretenu par une association. Propriété communale de Longeville-lès-Saint-Avold, ses accès ont été sérieusement fermés.
Il est cependant l'un des rares ouvrages de la ligne Maginot fermé au public à posséder un site internet.